# 格拉纳廖内
格拉纳廖内是意大利艾米利亚-罗马涅大区博洛尼亚省的一个镇，距离大区首府博洛尼亚约50公里。